# Witstreepmiervireo
De witstreepmiervireo (Dysithamnus leucostictus) is een zangvogel uit de familie Thamnophilidae (miervogels).

## Verspreiding en leefgebied
Deze soort telt twee ondersoorten:
- D. l. tucuyensis: noordelijk Venezuela.
- D. l. leucostictus: van oostelijk Colombia tot noordelijk Peru.

## Status
De grootte van de populatie is niet gekwantificeerd maar de soort wordt omschreven als schaars tot plaatselijk algemeen. Op de Rode lijst van de IUCN heeft deze soort de status niet bedreigd.

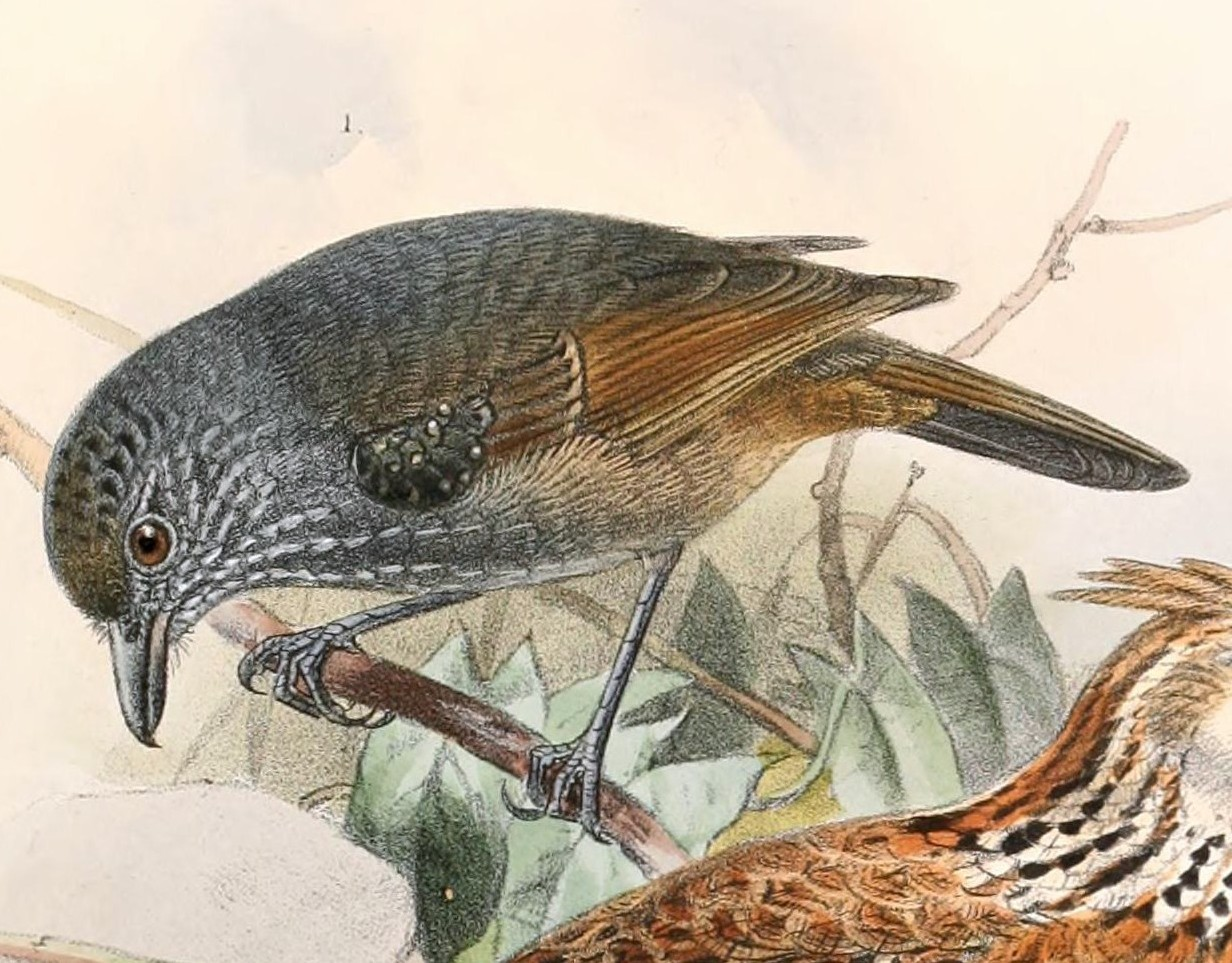
Afbeelding van John Gerrard Keulemans (1894)